# TortoiseHg
TortoiseHg é um cliente de controle de revisão Mercurial, implementado como uma extensão do Windows Explorer e do shell do Nautilus. O cliente subjacente pode ser usado na linha de comando. Um porte do Mac OS X está planejado.
Esta é uma breve lista de suas características:
- Explorador do repositório
- Diálogo de commit
- Suporte para ferramentas visuais diff/merge
- Mineração de dados sobre os conteúdos do repositório
- Suporte integrado para servir um repositório via interface web integrada Mercurial.

sincronização de repositório
GUI intuitiva para o gerenciamento de configurações Mercurial
Ele é um software livre liberado sob a licença GNU General Public.